# 예당항 (보성군)
예당항은 전라남도 보성군 득량면 예당리에 있는 어항이다. 2003년 5월 26일 어촌정주어항으로 지정하여 관리하고 있다. 시설관리자는 보성군수이다.

## 어항 시설
- 선착장 70m

## 주요 어종
- 꼬막, 새꼬막, 낙지, 주꾸미